# Berlin Heights
Berlin Heights é uma vila localizada no estado norte-americano de Ohio, no Condado de Erie.

## Demografia
Segundo o censo norte-americano de 2000, a sua população era de 685 habitantes. 
Em 2006, foi estimada uma população de 650, um decréscimo de 35 (-5.1%).

## Geografia
De acordo com o United States Census Bureau tem uma área de 
4,0 km², dos quais 4,0 km² cobertos por terra e 0,0 km² cobertos por água. Berlin Heights localiza-se a aproximadamente 189 m acima do nível do mar.

## Localidades na vizinhança
O diagrama seguinte representa as localidades num raio de 16 km ao redor de Berlin Heights. 